# Edisto Island
Ne doit pas être confondu avec Edisto (fleuve).
Edisto Island est une île des États-Unis en Caroline du Sud, une des Sea Islands dans le comté de Charleston.

## Géographie
Située à 68 km au sud-ouest de Charleston, elle s'étend sur environ de 14 km de longueur pour une largeur équivalente. Elle est connue pour faire partie du Cape Romain National Wildlife Refuge (en).